# 臺灣海峽中立化
台灣海峽中立化是朝鮮戰爭爆發後，美國政府制定的阻止中國人民解放軍進攻台灣的政策。
1950年6月25日，朝鮮民主主義人民共和國進攻大韓民國，朝鮮戰爭爆發。6月27日，美國總統杜魯門擔心退据臺灣的中華民國被中華人民共和國吞併，導致東亞反共體系出現破口，於是決定派遣第七艦隊協防臺灣海峽，阻止解放軍攻臺，並呼籲中華民國政府停止對中華人民共和國發動一切海空軍事行動。6月28日，中華民國外交部長葉公超發表聲明，表示中華民國政府接受杜魯門提出的台灣海峽中立化，中華民國海空軍暫停攻擊中華人民共和國。不過，中華人民共和國指控美國第七艦隊巡防臺灣海峽是要侵略臺灣，並且透過蘇聯分別在聯合國大會和聯合國安全理事會提出「美國侵臺案」，不過該案在1951年2月18日遭到聯合國大會否決。 
1953年2月2日，美國總統艾森豪宣布解除臺灣海峽中立化，第七艦隊不再巡邏台灣海峽。